# Skräddargränd

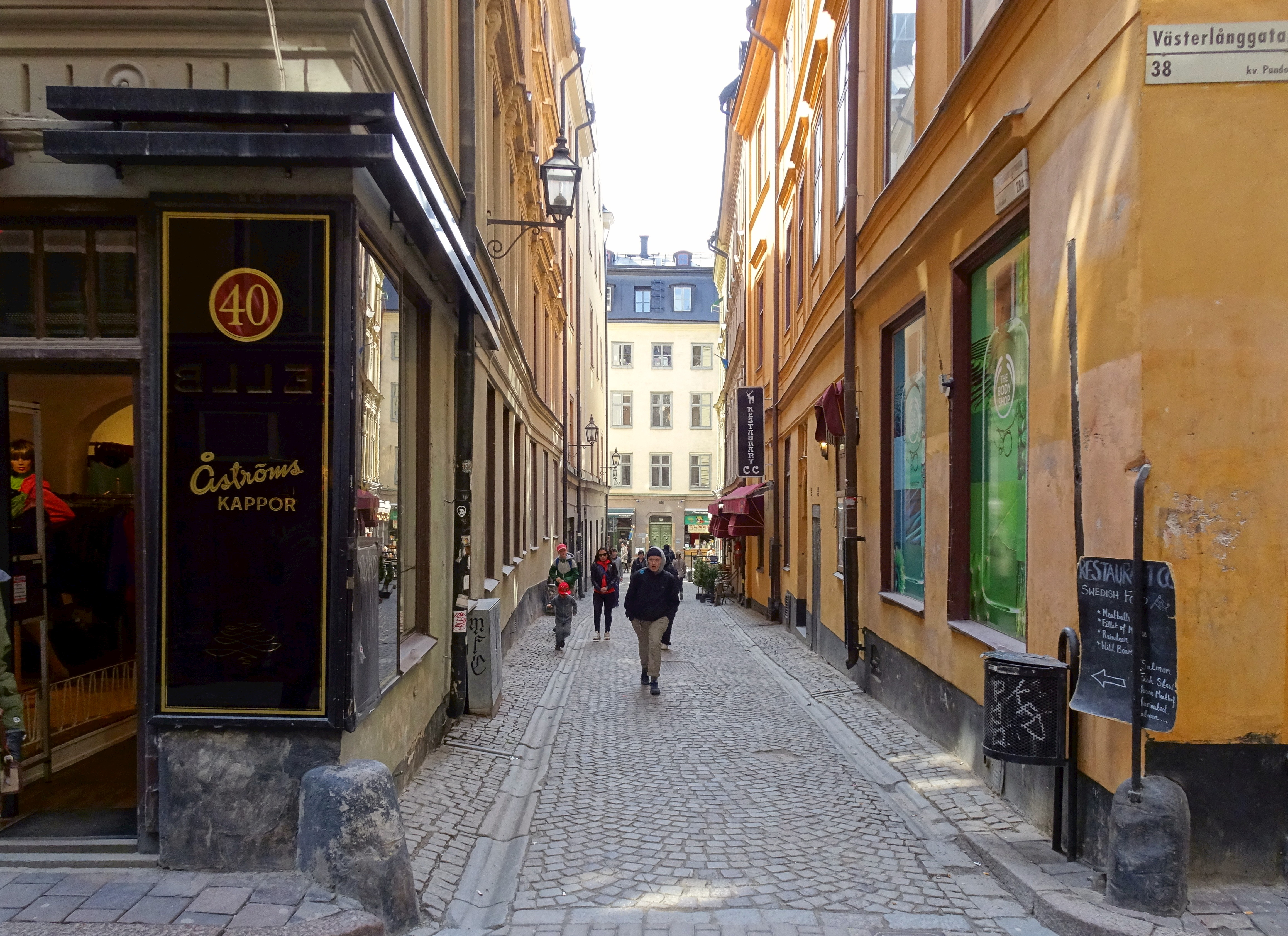
Skräddargränd mot Stora Nygatan.

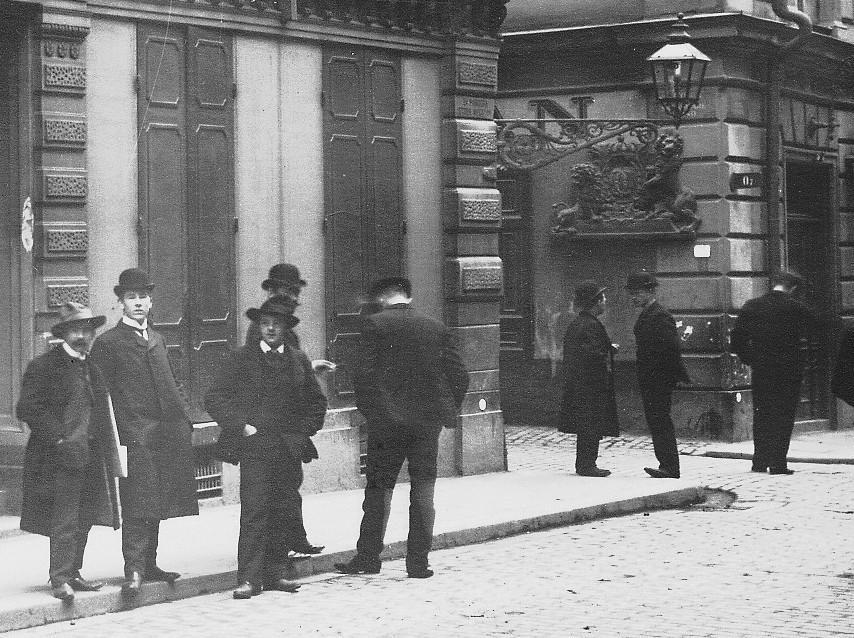
Apoteket Kronans skylt, Skräddargränd / Stora Nygatan, 1907.

Skräddargränd, Gamla stan i Stockholm, är en smal gränd som går från Västerlånggatan till Stora Nygatan.

## Historik
Anledningen till namnet är att Skräddarämbetet (d.v.s. skräddarskrået) hade sitt hus mellan 1627 och 1842 i kvarteret Pandora vid Skräddargränden nr 2. Sedan Gustav II Adolfs tid hade man tillstånd att hålla ett utskänkningsställe för vin i huset. Här hade skräddarna Källaren Druvan, Förgylda Drufvan eller Vindrufvan som ibland även kallades Skreddare krogen.
Tidigare namn för gränden var Bredgränd som förekommer från 1400-talets slut. Förleden bred har förmodligen att göra att denna gränd var något bredare än de närmas norrut liggande gränderna.
I hörnet Skräddargränd / Stora Nygatan låg Apoteket Kronan mellan 1891 och 1924. Apotekets emblem, två lejon som flankerade Karl XII krönta spegelmonogram, var uppsatt på hushörnet innanför Skräddargränd.